# Hypena fractilinealis
Hypena fractilinealis är en fjärilsart som beskrevs av Pieter Cornelius Tobias Snellen 1886. Hypena fractilinealis ingår i släktet Hypena och familjen nattflyn. Inga underarter finns listade i Catalogue of Life.